# Arthur de Beauplan
Pour les articles homonymes, voir Beauplan.
Victor Arthur Rousseau de Beauplan dit Arthur de Beauplan est un auteur dramatique français né le 20 juin 1823 dans l'ancien 10e arrondissement de Paris et mort le 11 mai 1890 à Paris 16e.
Fils de l'écrivain et compositeur Amédée de Beauplan, il est l'auteur de nombreux vaudevilles et livrets d'opéras-comiques pour Adolphe Adam (La Poupée de Nuremberg, 1852), Ferdinand Poise (Bonsoir, voisin, 1853) ou Théodore Dubois (Le Pain bis ou La Lilloise, 1879), en collaboration notamment avec Adolphe de Leuven et Léon-Lévy Brunswick.
En 1868, il est nommé commissaire impérial du théâtre de l'Odéon, puis des théâtres lyriques et du Conservatoire de Paris. Chef du bureau des théâtres, il devient  sous-directeur à l'académie des Beaux-Arts en 1871.
Il meurt le 11 mai 1890 en son domicile dans le 16e arrondissement,. Il est inhumé au Cimetière de Montmartre (21e division).

## Distinction
- Chevalier de la Légion d'honneur (14 juin 1856)[6]

## Œuvre
Théâtre
- Les Suites d'un feu d'artifice, vaudeville en un acte avec Clairville et Léon Battu, 14 novembre 1848, théâtre du Vaudeville
- Les Grenouilles qui demandent un roi, vaudeville en un acte avec Clairville et J. Cordier, 26 février 1849, Gymnase-Dramatique
- La Montagne qui accouche, vaudeville en un acte avec Varin, 30 mai 1849, Gymnase-Dramatique
- Rosette et nœud coulant, vaudeville en un acte avec Mélesville, 19 janvier 1850, théâtre Montansier
- Un coup d’État, vaudeville en un acte avec Adolphe de Leuven et Léon-Lévy Brunswick, 25 février 1850, théâtre du Gymnase
- L'Amour mouillé, comédie-vaudeville en un acte avec Michel Carré et Jules Barbier, 5 mai 1850, théâtre du Gymnase
- Suffrage Ier ou le Royaume des aveugles, journal-vaudeville avec Adolphe de Leuven et Léon-Lévy Brunswick, 9 mai 1850, théâtre du Vaudeville
- Les Pavés sur le pavé, revue-vaudeville en un acte avec Adolphe de Leuven et Léon-Lévy Brunswick, 2 septembre 1850, théâtre du Vaudeville
- Les Baignoires du Gymnase, vaudeville en un acte avec Adolphe de Leuven, 31 octobre 1850, théâtre du Gymnase
- Le Règne des escargots, revue-vaudeville en trois actes avec Adolphe de Leuven et Léon-Lévy Brunswick, 23 novembre 1850, théâtre du Vaudeville
- Hortense de Cerny, comédie en deux actes mêlée de chant avec Jean-François Bayard, 24 novembre 1851, théâtre du Vaudeville
- Claudine ou les Avantages de l'inconduite, étude pastorale et berrichonne avec Paul Siraudin, 22 février 1851, théâtre du Palais-Royal
- Thérèse, ou Ange et Diable, comédie-vaudeville en deux actes avec Jean-François Bayard, 29 octobre 1852, théâtre du Gymnase
- Élisa ou Un chapitre de l'Oncle Tom, comédie en deux actes, 21 février 1853, théâtre du Gymnase
- Boccace ou le Décaméron, comédie en cinq actes mêlée de chant avec Jean-François Bayard, Adolphe de Leuven et Léon-Lévy Brunswick, 23 février 1853, théâtre du Vaudeville
- Un notaire à marier, comédie-vaudeville en trois actes avec Eugène Labiche et Marc-Michel, 19 mars 1853, théâtre des Variétés
- Un coup de vent, vaudeville en un acte avec Varin et Léon-Lévy Brunswick, 22 mai 1853, théâtre du Palais-Royal
- Le Lys dans la vallée, drame en cinq actes d'après Balzac avec Théodore Barrière, 14 juin 1853, Théâtre-Français
- Un feu de cheminée, vaudeville en un acte avec Eugène Labiche, 31 juillet 1853, théâtre du Palais-Royal
- To be or not to be, comédie en deux actes mêlée de couplets avec Léon-Lévy Brunswick, 19 octobre 1853, théâtre du Palais-Royal
- Un mari qui ronfle, vaudeville en un acte avec Paul Siraudin, 2 novembre 1854, théâtre des Variétés
- Les Pièges dorés, comédie en trois actes, 21 janvier 1856, Théâtre-Français
- Les Toquades de Boromée, vaudeville en un acte avec Léon-Lévy Brunswick, 20 février 1856, théâtre du Palais-Royal
- Les Marrons glacés, comédie en un acte mêlée de chant, 30 décembre 1856, théâtre du Palais-Royal
- L'École des ménages, comédie en cinq actes en vers d'après Balzac, 11 mai 1858, théâtre de l'Odéon
- Les Plantes parasites ou la Vie en famille, comédie en quatre actes, 7 mai 1862, théâtre du Vaudeville

Opéras-comiques
- La Poupée de Nuremberg, opéra-comique en un acte avec Adolphe de Leuven, musique d'Adolphe Adam, 21 février 1852, Théâtre-Lyrique
- Guillery le Trompette, opéra-comique en deux actes avec Adolphe de Leuven, musique de Salvatore Sarmiento, 8 décembre 1852, Théâtre-Lyrique
- Bonsoir, voisin, opéra-comique en un acte avec Léon-Lévy Brunswick, musique de Ferdinand Poise, 18 septembre 1853, Théâtre-Lyrique
- Dans les vignes, tableau villageois en un acte avec Louis Lhérie, musique de Louis Clapisson, 31 décembre 1854, Théâtre-Lyrique
- Mam'zelle Geneviève, opéra-comique en deux  actes avec Léon-Lévy Brunswick, musique d'Adolphe Adam, 24 mars 1856, Théâtre-Lyrique
- Le Pain bis ou La Lilloise, opéra-comique en un acte avec Léon-Lévy Brunswick, musique de Théodore Dubois, 26 février 1879, Opéra-Comique

Écrits
- Le Monument de Molière, Breteau et Pichery, Paris, 1843
- Dix Satires, avec prologue et épilogue, Librairie universelle, Paris, 1883
- Les Sept Paroles, Librairie des auteurs modernes, Paris, 1885

Source : Catalogue général de la BNF